# (103422) Laurisirén
(103422) Laurisirén, désignation internationale (103422) Laurisiren, est un astéroïde de la ceinture principale.

## Description
(103422) Laurisiren est un astéroïde de la ceinture principale. Il fut découvert le 9 janvier 2000 à Nyrola par A. Oksanen et M. Moilanen. Il présente une orbite caractérisée par un demi-grand axe de 2,36 UA, une excentricité de 0,07 et une inclinaison de 7,2° par rapport à l'écliptique.

## Compléments